# Movimento nacionalista tacuara
O Movimento Nacionalista Tacuara foi uma organização paramilitar de extrema direita fundada na Argentina na década de 1960. Seu nome deriva do termo indígena "Tacuara", que significa "espinheiro" ou "cacto", simbolizando resistência e força. O movimento teve grande influência no cenário político argentino durante os anos 1960 e início dos anos 1970, promovendo ideais nacionalistas, anti-comunistas, autoritários e xenófobos.

## Origens e fundação
O Tacuara foi criado em 1963 por um grupo de jovens estudantes universitários na cidade de Buenos Aires. Seus fundadores eram membros de grupos conservadores e nacionalistas que buscavam combater a influência comunista e socialista no país, especialmente após o crescimento de movimentos de esquerda na América Latina. A organização surgiu em um contexto de instabilidade política, marcada por golpes militares, conflitos ideológicos entre esquerda e direita, além da crescente polarização social.
A origem do nome "Tacuara" remete às plantas resistentes do norte argentino, simbolizando resistência à influência estrangeira e às mudanças sociais consideradas perigosas pelos seus idealizadores. Inicialmente, o movimento tinha uma estrutura clandestina, atuando principalmente nas universidades e bairros populares da capital argentina.

## Ideologia
A ideologia do Tacuara era fortemente nacionalista, anticomunista e conservadora. Seus membros defendiam a preservação da cultura tradicional argentina, a autoridade das forças armadas e a repressão às organizações de esquerda. O movimento também tinha uma postura xenófoba, especialmente contra imigrantes europeus considerados "não argentinos", como judeus, italianos ou espanhóis considerados "subversivos". Além disso, promovia valores tradicionais ligados à religião católica e ao patriarcado.
O movimento adotava símbolos nacionais argentinos misturados com elementos fascistas europeus. Seus slogans incluíam frases como "Argentina para os argentinos" e "Contra o comunismo internacional". Os integrantes também usavam uniformes semelhantes aos paramilitares europeus da época.

## Atividades
Durante seus anos de atividade, o Tacuara realizou diversas ações públicas e clandestinas. Entre elas estavam manifestações nacionalistas em praças públicas, ataques a centros culturais de esquerda, ameaças a políticos opositores e ações paramilitares contra grupos considerados subversivos ou comunistas. Em 1965, o grupo tentou estabelecer uma milícia paramilitar para atuar na repressão interna contra movimentos sociais.
Além disso, o movimento promoveu campanhas de propaganda com símbolos nacionalistas e slogans anti-imperialistas. Seus membros participaram ativamente de atividades em escolas secundárias e universidades argentinas para influenciar jovens estudantes. Algumas ações violentas incluem agressões físicas a militantes de esquerda durante manifestações públicas.
O grupo também se envolveu em atividades ilegais como contrabando de armas, extorsão e formação de células clandestinas para realizar ações mais agressivas contra opositores políticos. Essas ações geraram medo na sociedade civil e contribuíram para sua reputação como um grupo extremista violento.

## Relações com o Estado
Embora nunca tenha sido oficialmente apoiado pelo governo argentino, o Tacuara manteve relações ambíguas com setores das forças armadas durante os anos 1960. Alguns oficiais militares viam o movimento como uma ferramenta útil para combater a ameaça comunista no país — especialmente durante os governos militares interinos ou regimes autoritários que buscavam reprimir movimentos sociais.
Em certos momentos, membros do movimento tiveram acesso a treinamento militar informal ou apoio logístico por parte de setores das forças armadas que compartilhavam suas ideias anticomunistas radicais.